# 22º Campeonato Brasileiro Absoluto de Xadrez
O 22º Campeonato Brasileiro Absoluto de Xadrez foi uma competição de xadrez organizada pela CBX referente ao ano de 1954. A fase final foi disputada na cidade de São Paulo (SP) de 27 de novembro a 10 de dezembro de 1954. E teve como campeão o luso-brasileiro João de Souza Mendes. Foi o primeiro campeonato brasileiro a utilizar o Sistema Suíço de disputa.

## Fase final
O campeonato foi decidido no Sistema Suíço em 9 rodadas
Sistema de pontuação
- 1,0 ponto por vitória;
- 0,5 ponto por empate;
- 0,0 ponto por derrota.

| Pos | Jogador                  | UF | Pontos | Buch | Vitórias | R1      | R2      | R3      | R4      | R5      | R6      | R7      | R8      | R9      |
| --- | ------------------------ | -- | ------ | ---- | -------- | ------- | ------- | ------- | ------- | ------- | ------- | ------- | ------- | ------- |
| 1°  | João de Souza Mendes     | DF | 8,5    | 41,5 | 8        | 12° vit | 16° vit | 07° vit | 02° emp | 11° vit | 03° vit | 08° vit | 04° vit | 05° vit |
| 2°  | Nelson Dantas            | DF | 6,5    | 47,0 | 5        | 08° vit | 06° emp | 05° vit | 01° emp | 03° emp | 11° vit | 04° der | 07° vit | 09° vit |
| 3°  | José Adail Gondim        | DF | 6,5    | 45,0 | 6        | 07° der | 04° vit | 09° vit | 14° vit | 02° emp | 01° der | 11° vit | 06° vit | 10° vit |
| 4°  | Hilwan Cantanhede        | RJ | 6,0    | 43,0 | 6        | 05° der | 03° der | 12° vit | 16° vit | 09° vit | 13° vit | 02° vit | 01° der | 08° vit |
| 5°  | Arrigo Prosdocimi        | SP | 5,0    | 42,0 | 4        | 04° vit | 07° emp | 02° der | 13° der | 16° vit | 14° vit | 06° emp | 11° vit | 01° der |
| 6°  | Darcy Fragoso            | SP | 5,0    | 39,0 | 3        | 13° emp | 02° emp | 11° der | 07° vit | 08° emp | 15° vit | 05° emp | 03° der | 14° vit |
| 7°  | Fernando Caldas Kruel    | RS | 4,5    | 46,0 | 4        | 03° vit | 05° emp | 01° der | 06° der | 10° vit | 08° der | 12° vit | 02° der | 15° vit |
| 8°  | Rui Martins Lisboa       | SP | 4,0    | 44,0 | 3        | 02° der | 13° vit | 15° vit | 11° der | 06° emp | 07° vit | 01° der | 09° emp | 04° der |
| 9°  | Márcio Elísio de Freitas | SP | 4,0    | 38,5 | 3        | 16° der | 12° vit | 03° der | 15° vit | 04° der | 10° emp | 13° vit | 08° emp | 02° der |
| 10° | José Thiago Mangini      | DF | 4,0    | 33,0 | 3        | 15° emp | 11° der | 13° der | 12° vit | 07° der | 09° emp | 14° vit | 16° vit | 03° der |
| 11° | Henrique M. Bastos       | SP | 3,5    | 44,5 | 3        | 14° emp | 10° vit | 06° vit | 08° vit | 01° der | 02 W.O. | 03 W.O. | 05 W.O. | 16 W.O. |
| 12° | Hélder Câmara            | CE | 3,5    | 38,0 | 3        | 01° der | 09° der | 04° der | 10° der | 15° vit | 16° vit | 07° der | 14° emp | 13° vit |
| 13° | Waldemar Santa Cruz      | PE | 3,0    | 37,5 | 2        | 06° emp | 08° der | 10° vit | 05° vit | 14° emp | 04° der | 09° der | 15° der | 12° der |
| 14° | Bo Gustavson Detthow     | SP | 3,0    | 35,5 | 1        | 11° emp | 15° emp | 16° vit | 03° der | 13° emp | 05° der | 10° der | 12° emp | 06° der |
| 15° | Joăo B. Ribeiro Neto     | SC | 3,0    | 33,0 | 2        | 10° emp | 14° emp | 08° der | 09° der | 12° der | 06° der | 16° vit | 13° vit | 07° der |
| 16° | Henrique Laynes          | PR | 2,0    | 40,5 | 2        | 09° vit | 01° der | 14° der | 04° der | 05° der | 12° der | 15° der | 10° der | 11° vit |